# Nanpubrug

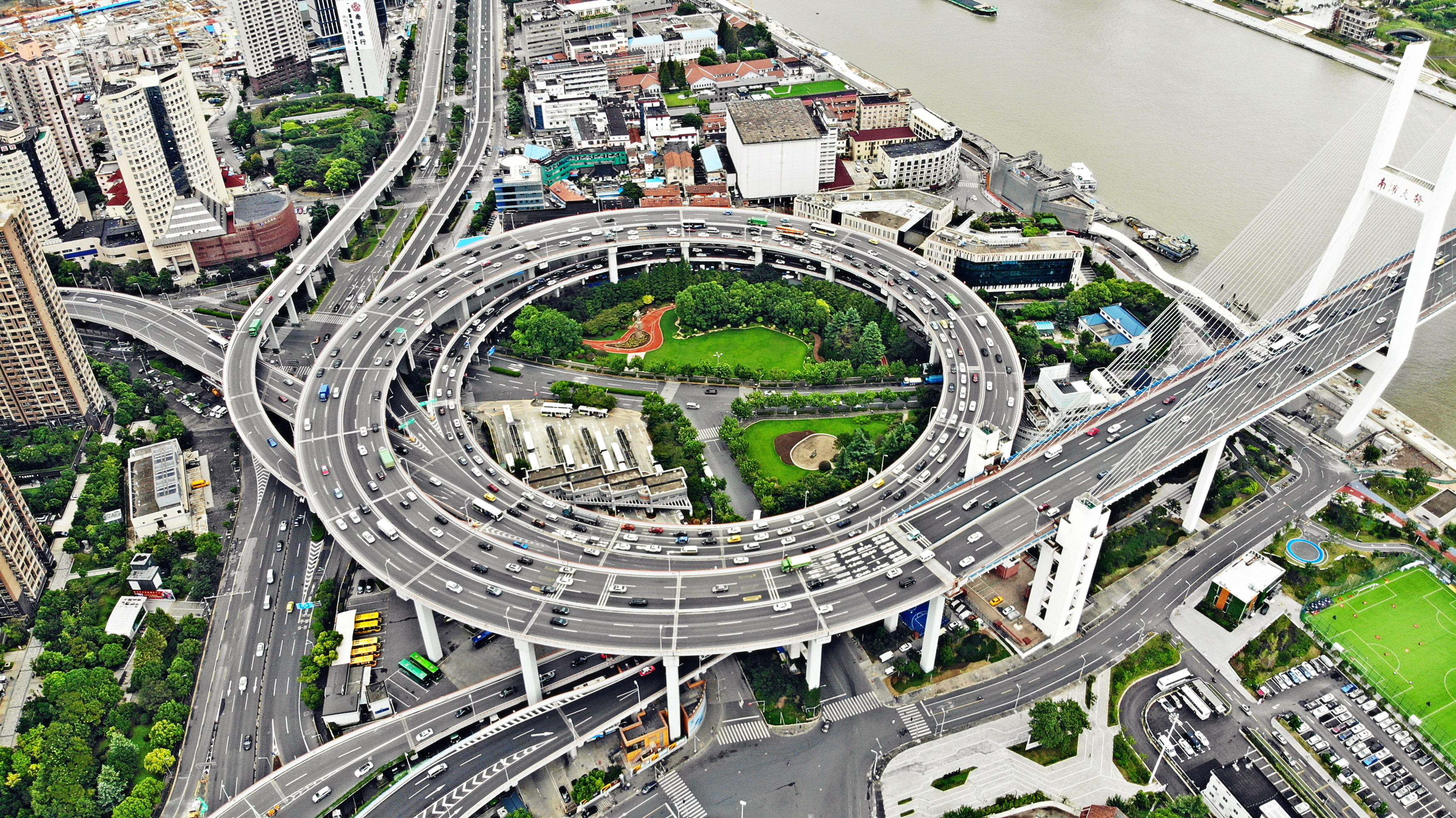
Opritstroken aan noordelijke oever

De Nanpubrug (Chinees: 南浦大桥, Traditionele Chinese karakters: 南浦大橋, Hanyu pinyin: Nánpǔ dàqiáo) is een tuibrug over de Huangpu Jiang in Shanghai.
Het ontwerp van de brug is van de hand van het Shanghai Municipal Engineering Design Institute, het Shanghai Urban Construction College, het Shanghai Urban Construction Design Institute en Holger S. Svensson. Bij zijn inauguratie in 1991 was dit gedurende enkele maanden de tuibrug met de grootste overspanning ter wereld. De totale lengte van de brug is 765 meter, de hoogte van de torens 150 meter, de overspanning 423 meter, de doorvaarthoogte is 46 meter. De brug heeft zes rijstroken, met 2 voetgangersstroken aan de beide zijden. De brug werd geconstrueerd door de Shanghai Huangpujiang Bridge Engineering Construction.
De brug verbindt de oude historische binnenstad (het voormalige district Nanshi, nu onderdeel van het district Huangpu) en de daar gelegen woongebieden van Puxi met het nieuwe Shanghai van het Pudong district, meer specifiek met de wijken Lujiazui en Zhangjiang. De naam wijst dan ook op de verbinding van NANshi en PUdong. De brug is de meest centraal gelegen en een van de drukst gebruikte verbindingen over de Huangpu Jiang, voornamelijk voor woon-werkverkeer. De brug was ook de eerste brug over de Huangpu in het stadscentrum van Shanghai. De brug is, samen met de iets recentere Yangpubrug noordelijker, onderdeel van de binnenste ringsnelweg rond de stad.
Langs beide zijden van de zeven rijstroken van de autoweg is een voetpad aangelegd wat voetgangers betalend kunnen bereiken met liften aan beide brughoofden. Naast de passage voor voetgangers wordt van deze mogelijkheid ook gebruik gemaakt voor toerisme en sightseeing.
Omwille van de beperkte ruimte in het stadscentrum van Shanghai, en de hoge doorvaarthoogte van 46 m die maakt dat het brugdek nog hoger boven het wateroppervlak ligt, werd afhankelijk van de aanrijrichting aan de noordzijde van de brug voor de oprit een spiraalvormig viaduct geconstrueerd bestaande uit twee volledige cirkels oprijstrook zodat de wagens een bocht van 720° rijden alvorens op het brugdek te komen. Door deze hoogte konden schepen tot 50.000 ton op de vaarweg toegelaten blijven worden.

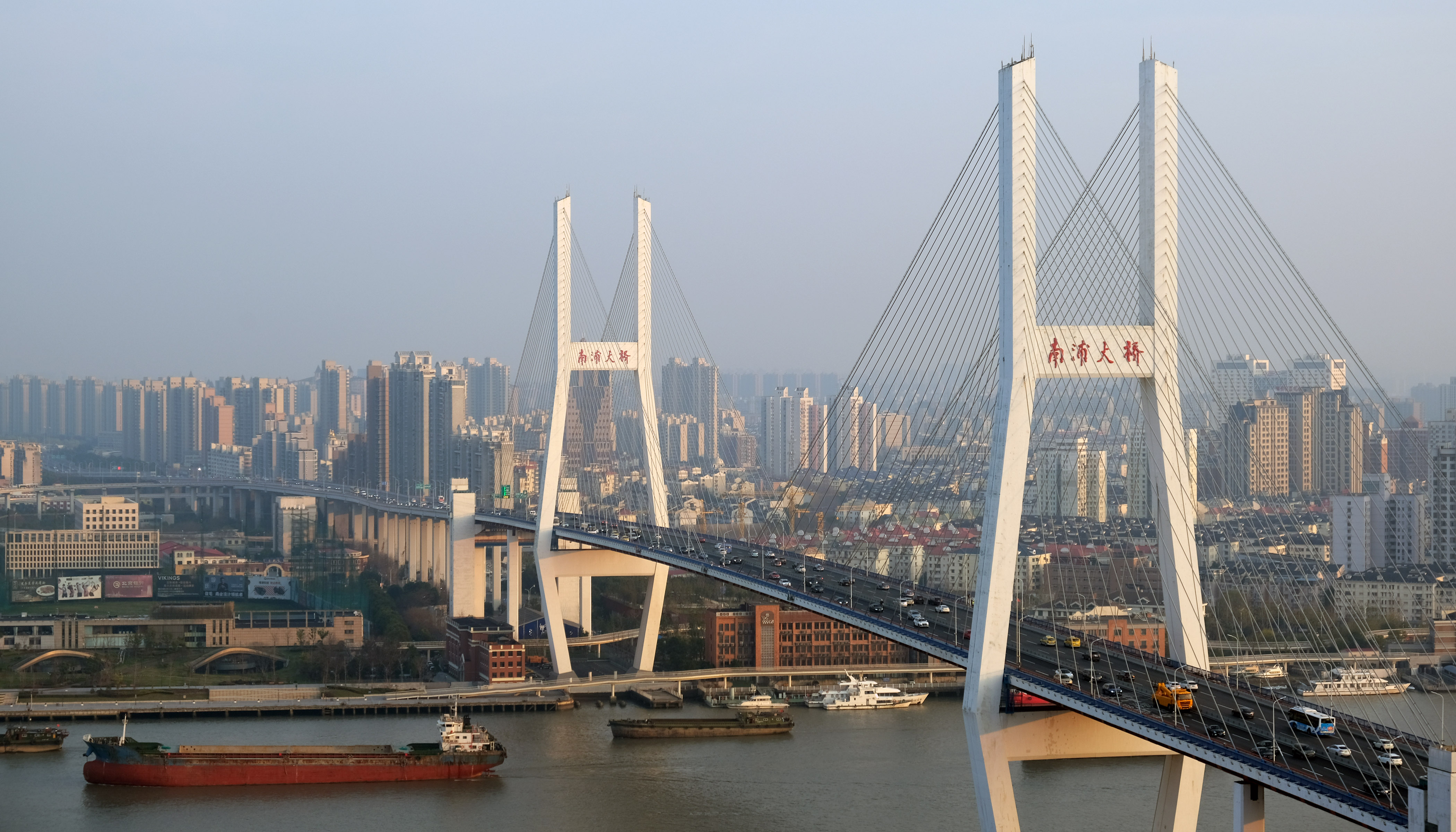
Nanpubrug

Panoramisch beeld van de Nanpubrug